# La llegenda de Redbad
La llegenda de Redbad és una pel·lícula dramàtica neerlandesa del 2018 dirigida per Roel Reiné. Es basa en la vida de Radbod, un líder frisó medieval. La pel·lícula estava pensada com la part central d'una trilogia sobre herois neerlandesos/frisons, començant per la pel·lícula Michiel de Ruyter, sobre l'almirall del segle XVII, i acabant amb una pel·lícula sense realitzar sobre Guillem d'Orange. S'ha doblat al català central, i al valencià per a À Punt.
L'agost de 2017, es va anunciar que Gijs Naber seria el protagonista, i que Huub Stapel interpretaria el pare d'en Redbad, el rei frisó Aldegisel. Poc després es va confirmar Derek de Lint, Egbert-Jan Weber, Loes Haverkort, Lisa Smit, Martijn Fischer, Tuin Keulboer, Aus Greidanus sr., Jack Wouterse, Renée Soutendijk i Birgit Schuurman. L'octubre de 2017 també s'hi va incorporar l'actor Jonathan Banks.
La pel·lícula es va rodar al Museu d'Eindhoven, Parc Nacional De Alde Feanen, Ameland, Moddergat, el mar de Wadden, Dinamarca, la ciutat alemanya de Wallsbüll i el castell de Bouillon a Bèlgica. La pel·lícula es va rodar en 42 dies i va utilitzar més de 10.000 extres, que és una quantitat rècord per a una producció holandesa. L'últim dia de rodatge va ser el 19 de novembre de 2017. El so de la pel·lícula va ser produït per Dolby Atmos.